# Fingersoft
La Fingersoft è una società finlandese attiva nello sviluppo di videogiochi per piattaforme Android, Apple e Windows.
L'azienda è stata fondata nella città di Oulu dall'imprenditore finlandese Toni Fingerroos nel 2012.

## Giochi sviluppati
I giochi di spicco della società sono:
- Make More!
- benji bananas
- Fail Hard[4]
- Hill Climb Racing, che nei primi 12 mesi ha avuto più di 100 milioni di download.[5]

Nel 2016 Fingersoft ha rilasciato per Android e iOS Hill Climb Racing 2, simile al suo predecessore ma con la possibilità di multigiocatore.